# Refugium (ekologie)

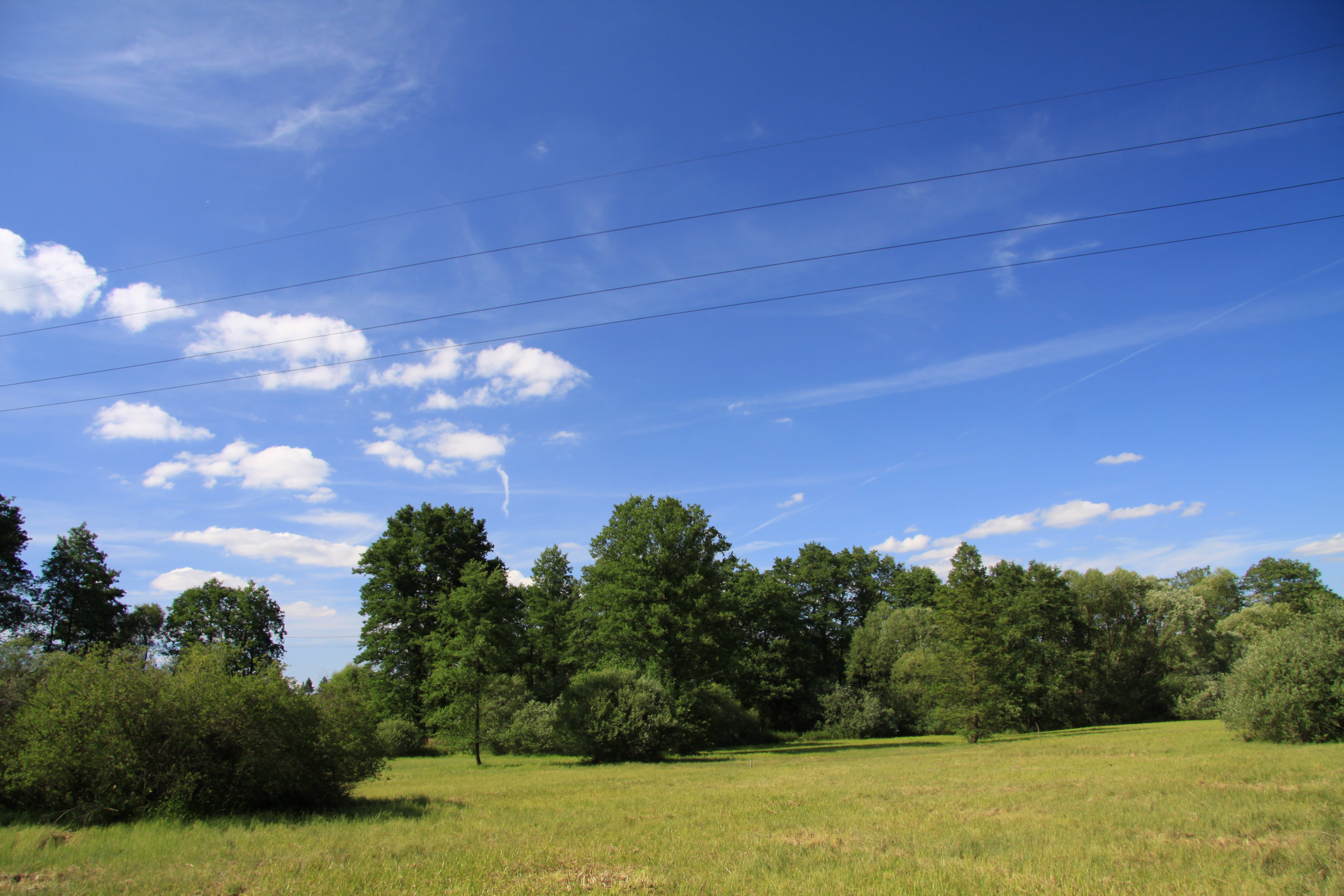
Jako ptačí refugium slouží například přírodní památka Kejtovské louky chránící zrašelinělé louky podél meandrujícího Kejtovského potoka se zbytkem olšovovrbového luhu

Refugium (množné číslo refugia) je v ekologii termín, který označuje místo sloužící jako útočiště pro různé reliktní rostlinné a živočišné druhy v kulturní krajině, které byly v historii mnohem více rozšířeny v okolí. Refugium tak může představovat různý druh stanoviště, které bylo izolováno od okolí řadou procesů (od klimatických a geografických změn až po zásahy člověka, například v podobě odlesňování či nadměrného lovu).
Oblasti refugií mohou být cíleně chráněny ve snaze udržet různé druhy v krajině.
Tímto termínem se dá označit řada různých stanovišť nezávisle na druhové skladbě, tvaru či podmínkách.